# 松浦好治
松浦 好治（まつうら よしはる、1948年 - ）は、日本の法学者。大阪大学法学部教授、名古屋大学法学部教授を経て、名古屋大学名誉教授。

## 人物・経歴
富山県生まれ。1971年大阪大学法学部卒業。1973年大阪大学大学院法学研究科民事法学専攻修士課程修了（法学修士）。1976年、大阪大学大学院法学研究科民事法学専攻博士課程単位修得退学ののち、留学し、イェール大学イェール・ロー・スクール修士課程修了、LL.M.（法学修士）。
中京大学法学部講師を経て、1979年同助教授。1982年大阪大学法学部助教授、1991年同教授、1999年大阪大学大学院法学研究科教授、2000年名古屋大学大学院法学研究科教授。名古屋大学法務室長、法学部長を経て、2008年名古屋大学大学院法学研究科付置法情報研究センター長。名古屋大学附属図書館長を経て、定年退職後、名古屋大学大学院法学研究科特任教授。
専門は、法哲学・法思想史・法情報論。主要な研究テーマは、英米の19世紀後半の法思想と、ITを用いた比較法の研究枠組の開発である。法と経済学関連の訳書も多い。

## 所属学会
- 日本法哲学会
- 日米法学会

## 著作

### 単著
- 『法と比喩』ISBN 978-4-3353-0085-1（弘文堂，1992年）

### 共著
- 『法情報学―ネットワーク時代の法学入門』ISBN 978-4-6410-2797-8（有斐閣，初版1999年，第2版2002年，第2版補訂版2006年）

### 共編
- （井上達夫・嶋津格）『法の臨界〈1〉法的思考の再定位』 ISBN 978-4-1303-5031-0（東京大学出版会，1999年）
- （井上達夫・嶋津格）『法の臨界〈2〉秩序像の転換』 ISBN 978-4-1303-5032-7（東京大学出版会，1999年）
- （井上達夫・嶋津格）『法の臨界〈3〉法実践への提言』 ISBN 978-4-1303-5033-4（東京大学出版会、1999年）
- （松川正毅・千葉恵美子）『市民法の新たな挑戦―加賀山茂先生還暦記念』 ISBN 978-4-7972-2706-2（信山社，2013年）

## 翻訳

### 共訳
- （松浦以津子）『多元的社会の理想と法―「法と経済」からみた不法行為法と基本的人権』 ISBN 978-4-8332-2129-0（木鐸社，1989年）

### 編訳
- 『「法と経済学」の原点』 ISBN 978-4-8332-2194-8（木鐸社，1994年）
- 『不法行為法の新世界』 ISBN 978-4-8332-2195-5（木鐸社，2001年）

### 共編訳
- （松井茂記）『政治としての法―批判的法学入門』 ISBN 978-4-9386-6204-2（風行社，1991年）

### 監訳
- 『公用収用の理論―公法私法二分論の克服と統合』 ISBN 978-4-8332-2298-3（木鐸社，2000年）

## 社会的活動
- 大阪府地方労働委員会公益委員（1996年～1998年）
- 日本学術振興会特別研究員等審査会専門委員（2001年～2003年）
- 日弁連法務研究財団法人法科大学院認証評価事業：評価委員会委員（2004年～）